# 2021年索哈傑火車相撞事故
2021年3月26日，两列火车在埃及索哈傑省泰赫塔相撞，造成19人死亡，至少185人受伤。事故的起因是一个身份不明的乘客故意讓一輛列車紧急刹车，但該列車之後的火车卻沒有停車，導致兩列火車相撞。